# Nati nel 1210
| Questa pagina contiene informazioni ricavate automaticamente dalle voci biografiche con l'ausilio del template Bio e di un bot. L'aggiornamento è periodico e automatico e ricostruisce completamente la pagina. Se manca una persona in questa lista, sei pregato di non aggiungerla, ma accertati piuttosto che la sua voce biografica contenga il template Bio e che i dati anagrafici siano correttamente compilati. Se il template Bio manca, inseriscilo tu stesso o, in alternativa, metti l'avviso {{tmp\|Bio}} che ne segnala la mancanza. Se i dati riportati sono sbagliati, correggi direttamente la voce biografica; le modifiche saranno visibili in questa lista entro pochi giorni. Per chiarimenti vedi il progetto biografie. La lista contiene solo le 17 persone che sono citate nell'enciclopedia e per le quali è stato implementato correttamente il template Bio. Pagina aggiornata al 10 ago 2025. |

- 5 maggio - Alfonso III del Portogallo, sovrano portoghese († 1279)
- 24 giugno - Fiorenzo IV d'Olanda, conte olandese († 1234)
- 22 luglio - Giovanna d'Inghilterra, regina († 1238)
- Andrea d'Ungheria, nobile ungherese († 1234)
- Birger Magnusson, politico svedese († 1266)
- Jacopo Bonfado, condottiero italiano († 1256)
- Guglielmo da Saliceto, chirurgo italiano († 1277)
- Marzio da Pieve di Compresseto, francescano italiano († 1301)
- Muqi, pittore cinese († 1275)
- Giordano Pironti, cardinale italiano († 1269)
- Giovanni da Procida, medico, politico e diplomatico italiano († 1298)
- Salatiele, notaio, docente e giurista italiano († 1280)
- Saʿdi, poeta persiano († 1291)
- Teodora di Arta, bizantina
- Hugh de Vere, IV conte di Oxford, nobile britannico († 1263)
- Philippe de Rémi, francese († 1265)
- Raoul de Soissons, francese († 1273)